# Казахский научно-исследовательский институт энергетики имени Ш. Ч. Чокина
Казахский научно-исследовательский институт энергетики — первое научное учреждение энергетического профиля в Казахстане. Институт создан в декабре 1944 года на базе Сектора энергетики Казахского филиала Академии наук СССР (КазФАН СССР). Основателем и первым директором института является академик Шафик Чокин.

## История
В 1943 году по инициативе академика Каныша Имантаевича Сатпаева в Казахском филиале Академии наук СССР (КазФАН СССР) был организован Сектор энергетики. Его заведующим был назначен молодой энергетик Шафик Чокин.
В 1944 году на базе сектора был создан Казахский научно-исследовательский институт энергетики КазФАН СССР. Директором был назначен Шафик Чокин. В состав Института входили секторы гидроэнергетики, водных и гидроэнергетических ресурсов, электротехники, теплотехники, а также 11 научно-исследовательских лабораторий. Данная структура института также как и первоначальная тематика его деятельности были сформированы с участием учёного-энергетика Г. М. Кржижановского.
В 1946 году институт вошёл в состав только организованной Академии наук Казахской ССР, а в 1963 году передан в систему Министерства энергетики и электрификации СССР.
В советское время Казахский научно-исследовательский институт энергетики стал крупнейшим в Казахстане и одним из самых крупных в СССР научных учреждений энергетического профиля. Институт обладал следующими уникальными экспериментальными базами:
1. экспериментальная ГЭС для изучения путей повышения надёжности работы энергосистем и гидравлики агрегатов ГЭС
2. экспериментальный полигон линий электропередач (ЛЭП) для исследования воздействий метеоусловий на ЛЭП
3. база укрупнённых огневых экспериментов для исследования и оптимизации конструкций и режимных параметров поточных устройств и энерготехнологических агрегатов
4. опытно-промышленная установка золоулавливания на Ермаковской ГРЭС
5. Капчагайская база для исследования водохранилищ и трубопроводов гидрозолоудаления ТЭС[6]

Монумент Шафику Чокину возле здания КазНИИ энергетики

Данные базы на тот момент не имели аналогов в мировой практике.
По состоянию на 1 января 1990 года в КазНИИ энергетики работало 600 человек, в том числе 236 научных сотрудников, из которых 9 докторов и 80 кандидатов наук.
В институте действовали специализированный Диссертационный Совет по присуждению учёной степени доктора технических наук и два специализированных Диссертационных Совета по присуждению учёной степени кандидата технических наук по четырём специальностям. В данных Советах было защищено более 260 кандидатских и 22 докторских диссертации. Также было подано более 560 заявок на предполагаемые изобретения и получено около 250 авторских свидетельств и 5 патентов Республики Казахстан, опубликовано 69 монографий и 78 сборников научных трудов института.
В 1992 году, 30 сентября, постановлением Совета Министров Республики Казахстан институту энергетики было присвоено имя его основателя и первого директора Шафика Чокина.
С 1992 по 1995 годы КазНИИ энергетики находился в подчинении Министерства энергетики и топливных ресурсов Казахстана.
1 марта 1995 года институт был преобразован в открытое акционерное общество и стал именоваться ОАО «КазНИИ энергетики им. академика Ш. Ч. Чокина».
9 июня 2006 года, после перерегистрации в Департаменте юстиции города Алматы, институт изменил организационно-правовую форму на акционерное общество и стал именоваться АО «КазНИИ энергетики им. академика Ш.Ч.Чокина».

## Институт сегодня
В настоящее время институт энергетики входит в состав фонда национального благосостояния «Самрук-Казына», который владеет 50 % его акций . Согласно результатам Отчета об оценке рыночной стоимости 50,0005% акций, подготовленного ТОО "БЕЙКЕР ТИЛЛИ КАЗАХСТАН ОЦЕНКА" по заказу ТОО "Самрук-Казына Контракт", по состоянию на 1 июля 2014 года стоимость 50,0005% акций института оценивалась в 2 690 511 долларов США.
В 2017 году институт энергетики был преобразован в товарищество с ограниченной ответственностью и ныне именуется как ТОО «КазНИИ энергетики имени академика Ш. Ч. Чокина».
Сегодня Институт занимается исследованиями в области энергетики нетрадиционных и возобновляемых источников энергии, изучением новых видов нанотехнологий, а также проблемой энергоэффективности и энергосбережения.

### Структура
Согласно реализации Стратегии развития на 2006—2010 годы, структура института энергетики ориентирована на разработку и внедрение инновационных технологий. Она включает в себя следующие подразделения:
- Центр фундаментальных и прикладных исследований;
- Центр инновации и опытно конструкторское производство;
- Центр энергосбережения и использования возобновляемых источников энергии (ВИЭ)
- Центр «КазНИИЭ Инжиниринг»[12].

### Основные направления исследований института
Основными направлениями исследований института являются:
- прогноз и оптимизация развития топливно-энергетического комплекса и электроэнергетических систем Казахстана;
- оптимизация развития комплексных энерговодохозяйственных систем Казахстана и повышение безопасности гидротехнических сооружений и гидросиловых агрегатов;
- разработка технологий для повышения эффективности и экологичности топочного процесса при сжигании органических видов топлива, которые защищены патентами, внедрены на электростанциях Казахстана и стран СНГ;
- исследования электростанций, котельных и других промышленных объектов по определению фактического технического состояния их основного и вспомогательного оборудования с составлением энергетических паспортов энергоисточников и разработкой мероприятий по энергоэффективности и энергосбережению;
- исследования с участием ведущих зарубежных компаний по возобновляемым источникам энергии, связанные с ветроагрегатами, солнечными установками и тепловыми насосами;
- разработка технологий и реакторов для получения углеродных нанотрубок и фуллеренов в объёме реактора (в настоящее время получен патент на технологию, реактор патентуется)[12].

## Заслуги
В стенах Казахского научно-исследовательского института энергетики были разработаны большинство проектов по строительству канала Иртыш-Караганда, Капчагайской ГЭС, методика выбора оптимальных параметров и режимов работы гидроэлектростанций, оптимизация схемы использования водотоков Казахстана и т. д.

«В актив института можно смело записать канал Иртыш-Караганда, исследования по научным основам переброски части стока рек Сибири в Казахстан и Среднюю Азию, Капчагайскую ГЭС, работы по регулировке речного стока, теорию горения, новые котлы, разработки по плазменной технологии, общеэнергетические исследования. Всего не перечислишь…» — вспоминал Ш. Чокин.
Также КазНИИ энергетики в период с 2007 по 2010 годы были выполнены такие проекты, как «Программа энергосбережения Республики Казахстан» и АО «Алматинские электрические станции», ТЭО реконструкции Актюбинской ТЭЦ и внешнего энергосбережения «4-х городов-спутников Алматы».